# ارتعاد
الارتعاد (بالإنجليزية: shivering)‏، أو ما يسمى بالرعشة (بالإنجليزية: Rigors)‏ أو الارتجاف (بالإنجليزية: Shuddering)‏، هي وظيفة جسدية تحدث كاستجابة لانخفاض درجة الحرارة الجسم في وقت مبكر أو لمجرد الشعور بالبرد لدى الحيوانات ذوات الدم الحار.
عندما تنخفض درجة حرارة الجسم المركزية، فإن منعكس الارتعاد اوالرعشة (بالإنجليزية: Shivering Reflex)‏ ينطلق بالعمل للحفاظ على الاستتباب، اذ تبدأ المجموعات العضلية المحيطة بالأعضاء الحيوية في الجسم بالاهتزاز بحركات صغيرة خالقة بذلك الدفء من خلال إستهلاكها للطاقة.
من الممكن أن يحدث الارتعاد أيضاً استجابةً للحمى، حيث أن الفرد قد يشعر فيها بالبرد.
معنى كلمة رعشة حدوث اهتزاز لجزء معين بالجسم، وهي تحصل في أي سن ولكل شخص وهي في أغلب الحالات ليست مرضاً بل حالة فسيولوجية، فكل إنسان يكون عنده شئ من الرعشة عند التعب والغضب والقلق، فهذا شيء طبيعي، لكن هناك حالات من رعشة اليدين تكون مزمنة، وأحد أعراض المرض الرئيسية هو الرجفة في اليدين، الذراعين، الفك، الساقين، والوجه.